# 말릭 티아우
말릭 티아우(독일어: Malick Thiaw, 2001년 8월 8일 ~ )는 독일의 축구 선수이다. 그의 포지션은 수비수로, 현재 잉글랜드 프리미어리그의 뉴캐슬 유나이티드에서 활약하고 있다.

## 클럽 경력
어린 시절에 티아우는 뒤셀도르프에 있는 클럽인 TV 칼쿰-위틀레어에서 뛰었다. 그는 포르투나 뒤셀도르프, 바이어 04 레버쿠젠, 보루시아 묀헨글라트바흐를 거쳐 2015년에 샬케 04의 유소년 아카데미에 입단했다. 2020년 3월 7일, 그는 1-1로 비긴 호펜하임과의 분데스리가 경기에서 샬케 소속으로 프로 데뷔전을 치렀다.

### 밀란
2022년 8월 29일, 티아우는 세리에 A의 밀란과 2027년 6월 30일까지 계약을 맺었다.

## 국가대표팀 경력
티아우는 독일에서 세네갈인 아버지와 핀란드인 어머니 사이에서 태어나고 자랐으며 독일과 핀란드 여권을 소지하고 있다. 2017년, 그는 핀란드 U-17에 차출되었지만, 뛰지 않았다. 2021년 3월 15일, 티아우는 2021년 UEFA U-21 축구 선수권 대회를 앞두고 독일 U-21에 차출되었다.

## 수상 내역
샬케 04
- 2. 분데스리가: 2021–22